# Tripseuxoa nemo
Tripseuxoa nemo är en fjärilsart som beskrevs av Köhler 1968. Tripseuxoa nemo ingår i släktet Tripseuxoa och familjen nattflyn. Inga underarter finns listade i Catalogue of Life.